# 青春はみだし刑事
青春はみだし刑事（せいしゅんはみだしけいじ） は、よみうりテレビ制作・日本テレビ系列で、1983年10月22日から1984年2月25日まで放送された刑事ドラマ。放送時間は土曜19:00 - 19:30（JST）。

## 概要
『魔拳!カンフーチェン』、『激闘!カンフーチェン』に続いて制作されたドラマ。新人の問題児を集めた特命課に所属するアウトロー的なふたりの若い新米刑事の活躍を、恋と青春をからめながら描く。
衛星波チャンネルでの再放送は行われておらず、映像ソフト化もされていない。

## キャスト
- 風見隼人（特命課刑事・19歳）：高木淳也
- 川島新吾（特命課刑事・20歳）：堀広道
- 宮原明子（18歳）：森尾由美（第14話を除く）
- 西条京子（鑑識課・21歳）：清水由貴子（第1話～第3話、第16話、第17話のみ出演）
- 綾小路美寿々（特命課秘書・19歳）：野見山夏子
- 田山（特命課刑事・19歳）：加藤淳也
- 井上（特命課刑事・19歳）：吉岡浩司
- 桜井（特命課刑事・19歳）：春日淳郎
- 服部（一係長）：山下洵一郎
- 石原（一係刑事）：岡本達哉
- 山岡（一係刑事）：溝口舜亮
- 野村（一係刑事）：原田努
- 島口（一係刑事）：真鍋敏
- 石部金一郎（特命課警部・45歳）：穂積隆信

## 放送リスト
| 話数 | 放映日          | サブタイトル             | 脚本     | 監督       |
| ---- | --------------- | ------------------------ | -------- | ---------- |
| 1    | 1983年 10月22日 | 史上最悪の二人           | 柏原寛司 | 松森健     |
| 2    | 10月29日        | 現金輸送はピクニック     | 柏原寛司 | 松森健     |
| 3    | 11月5日         | ダイヤで腹一杯！？       | 今井詔二 | 松森健     |
| 4    | 11月19日        | ナヌッ天国のキッス！？   | 今井詔二 | 松森健     |
| 5    | 11月26日        | ときめきランナウェイ     | 柏原寛司 | 萩原鐵太郎 |
| 6    | 12月3日         | 敵でいゝ友！             | 今井詔二 | 萩原鐵太郎 |
| 7    | 12月10日        | 俺たちダーティーハリー   | 今井詔二 | 松森健     |
| 8    | 12月17日        | スター（秘）がっくり！？ | 今井詔二 | 松森健     |
| 9    | 12月24日        | 横浜SOS                  | 柏原寛司 | 松森健     |
| 10   | 1984年 1月7日   | いとしのスーパーマン     | 今井詔二 | 土屋統吾郎 |
| 11   | 1月14日         | 隼人と新吾を射殺せよ     | 相川潤一 | 萩原鐵太郎 |
| 12   | 1月21日         | ふぞろいのニセモノ達     | 今井詔二 | 萩原鐵太郎 |
| 13   | 1月28日         | ニセ札ハッケン伝         | 相川潤一 | 萩原鐵太郎 |
| 14   | 2月4日          | そっくり隼人はVIP        | 相川潤一 | 土屋統吾郎 |
| 15   | 2月11日         | 奥の手で勝負！！         | 相川潤一 | 松森健     |
| 16   | 2月18日         | カゼに用心火の用心       | 相川潤一 | 松森健     |
| 17   | 2月25日         | ナヌ！？さらば特命課     | 今井詔二 | 松森健     |

## スタッフ
- プロデューサー：小川俊明（よみうりテレビ）・黒田正司（東宝）
- 企画：福尾元夫（よみうりテレビ）
- 音楽：淡海悟郎
- アクションコーディネーター：斉藤一之（JAC）
- 整音：TESS
- 現像：東京現像所
- スタジオ：東宝ビルト
- 制作：よみうりテレビ・東宝

## 主題歌
- オープニングテーマ「嵐の街ロンリー」（作詞：伊藤アキラ、作・編曲：芹澤廣明、歌：高木淳也、バップ）
- エンディングテーマ「Dream on Dream」（作詞・作曲・歌：堀広道、編曲：佐佐木康雄、ユニオンレコード）